# Университет города Хост
Университет города Хост (пушту د خوست پوهنتون‎) — находится на границе города Хост на востоке Афганистана. Университет был создан в 2000 году. Он был перенесен с предыдущего временного места в Пешаваре, Пакистан, где его назвали «Афганский Университет Пешавар» по специальному распоряжению президента Хамида Карзая.
Университет имеет девять факультетов, где обучение проходят более 3000 студентов. Имеется также частная радиостанция на факультете журналистики. Это единственный вуз в Афганистане с факультетом компьютерных наук. При университете находится общежитие для студентов, а студенты-медики проходят подготовку при государственной больнице. Этот университет был официально открыт губернатором в марте 2008 года.
Университет был одним из одиннадцати афганских образовательных учреждений, при Агентстве США по международному развитию (АМР).
Университет создан для экономической помощи от Объединенных Арабских Эмиратов, поэтому он также называется «Университет шейха Заида».